# Ineu (Bihor)
Pour les articles homonymes, voir Ineu.
Ineu est une commune roumaine du județ de Bihor, en Transylvanie, dans la région historique de la Crișana et dans la région de développement Nord-Ouest.

## Géographie
La commune d'Ineu est située dans le nord-est du județ, dans la plaine de la Crișana, sur la rive droite du Crișul Repede, à 17 km au nord d'Oradea, le chef-lieu du județ. Depuis 2005, la commune fait partie de la région métropolitaine d'Oradea.
La municipalité est composée des trois villages suivants, nom hongrois, (population en 2002) :
- Botean, Mezőbottyán (698) ;
- Husasău de Criș, Köröskisújfalu (1 101) ,
- Ineu, Köröskisjenő (2 276), siège de la commune.

## Histoire
La première mention écrite du village d'Ineu date de 1214 sous le nom de Iemeu.
La commune, qui appartenait au royaume de Hongrie, en a donc suivi l'histoire.
Après le compromis de 1867 entre Autrichiens et Hongrois de l'empire d'Autriche, la principauté de Transylvanie disparaît et, en 1876, le royaume de Hongrie est partagé en comitats. Ineu intègre le comitat de Bihar (Bihar vármegye).
À la fin de la Première Guerre mondiale, l'Empire austro-hongrois disparaît et la commune rejoint la Grande Roumanie au traité de Trianon.
En 1940, à la suite du deuxième arbitrage de Vienne, elle est annexée par la Hongrie jusqu'en 1944, période durant laquelle sa petite communauté juive est détruite par les nazis. Elle réintègre la Roumanie après la Seconde Guerre mondiale au traité de Paris en 1947.

## Politique
| Identité           | Période | Période | Durée | Étiquette              |
| Identité           | Début   | Fin     | Durée | Étiquette              |
| ------------------ | ------- | ------- | ----- | ---------------------- |
| Dumitru Togor (d), | 2008    |         |       | parti social-démocrate |

| Parti | Parti                                      | Sièges |
| ----- | ------------------------------------------ | ------ |
|       | Parti social-démocrate (PSD)               | 9      |
|       | Parti national libéral (PNL)               | 2      |
|       | Alliance des libéraux et démocrates (ALDE) | 1      |
|       | Union démocrate magyare de Roumanie (UDMR) | 1      |

## Religions
En 2002, la composition religieuse de la commune était la suivante :
- Chrétiens orthodoxes, 60,58 % ;
- Pentecôtistes, 21,76 % ;
- Réformés, 9,71 % ;
- Baptistes, 4,51 % ;
- Adventistes du septième jour, 2,28 % ;
- Catholiques romains, 0,53 %.

## Démographie
En 1910, à l'époque austro-hongroise, la commune comptait 2 211 Roumains (72,04 %) et 796 Hongrois (25,94 %).
En 1930, on dénombrait 2 804 Roumains (77,67 %), 656 Hongrois (18,17 %), 127 Roms (3,52 %) et 22 Juifs (0,61 %).
En 1956, après la Seconde Guerre mondiale, 3 175 Roumains (79,36 %) côtoyaient 637 Hongrois (15,92 %) et 186 Roms (4,65 %).
En 2002, la commune comptait 2 778 Roumains (68,17 %), 843 Roms (20,68 %) et 448 Hongrois (10,99 %). On comptait à cette date 1 345 ménages et 1 214 logements.
| 1880  | 1890  | 1900  | 1910  | 1920  | 1930  | 1941  | 1956  | 1966  |
| ----- | ----- | ----- | ----- | ----- | ----- | ----- | ----- | ----- |
| 1 730 | 2 245 | 2 822 | 3 069 | 3 295 | 3 610 | 4 054 | 4 001 | 4 090 |

| 1977  | 1992  | 2002  | 2007  | - | - | - | - | - |
| ----- | ----- | ----- | ----- | - | - | - | - | - |
| 4 411 | 3 546 | 4 075 | 4 182 | - | - | - | - | - |

## Économie
L'économie de la commune repose sur l'agriculture, l'élevage de cochon de lait

## Communications

### Routes
- Ineu est située à 5 km au nord de la route nationale DN1 (route européenne 60) Oradea-Aleșd-Cluj-Napoca.

## Lieux et monuments

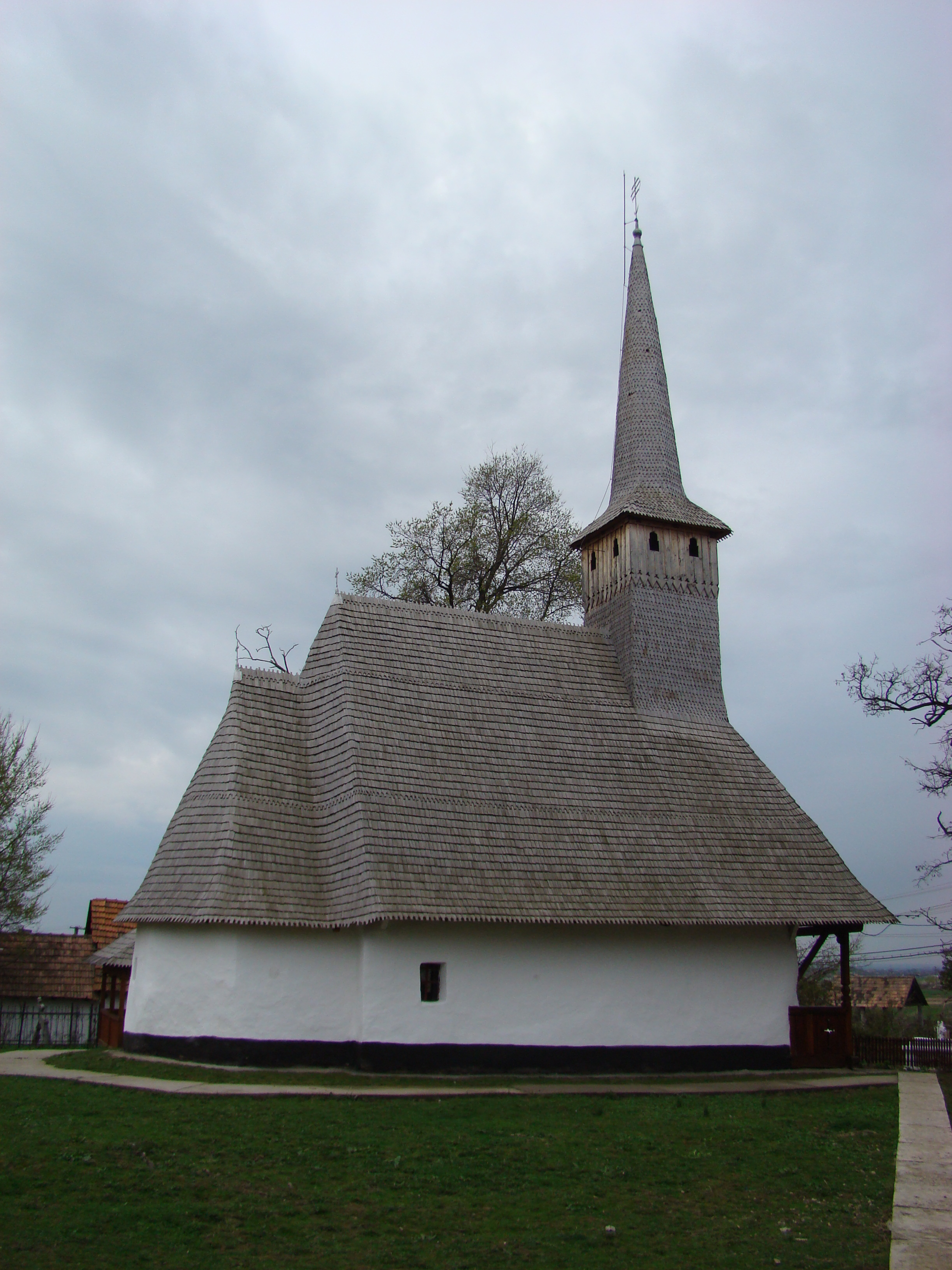
L'église orthodoxe de Botean

- Ineu, église orthodoxe datant de 1916[8] ;
- Botean, église en bois orthodoxe des Sts Archanges datant de 1700, classée monument historique[8].